# Calverstown
Calverstown är en ort i republiken Irland.   Den ligger i grevskapet Kildare och provinsen Leinster, i den centrala delen av landet, 50 km sydväst om huvudstaden Dublin. Calverstown ligger 106 meter över havet och antalet invånare är 648.
Terrängen runt Calverstown är platt.Runt Calverstown är det ganska glesbefolkat, med 43 invånare per kvadratkilometer. Närmaste större samhälle är Naas, 17,1 km nordost om Calverstown. Trakten runt Calverstown består i huvudsak av gräsmarker.